# Hatrix
Hatrix ist eine US-amerikanische Thrash-Metal-Band aus Cleveland, Ohio, die im Jahr 1989 gegründet wurde.

## Geschichte
Die Band wurde im Jahr 1989 vom Sänger Jeffrey Hatrix (Mushroomhead) gegründet, nachdem er seine Band Purgatory verlassen hatte. Kurze Zeit später kamen der Gitarrist Dave Felton, der Schlagzeuger Gary Estok und der Bassist Kevin Skelly zur Band. Der Schlagzeuger Estok wurde kurze Zeit später durch Steve Felton, Bruder des Gitarristen Dave Felton, ersetzt. Die Band war als Erstes im Jahr 1990 auf der Kompilation Heavy Artillery von Auburn Records mit dem Lied Sins of a Bastard Angel zu hören. Im selben Jahr begab sich die Band in das Mars Studio, um die EP My Asylum aufzunehmen. Der Tonträger wurde von Bill Korecky produziert. Es folgten einige Live-Auftritte sowie der Beitritt des Gitarristen Marko Vukcevich. Eine weitere EP wurde im Jahr 1993 veröffentlicht und trug den Namen Collisioncoursewithnoplace. Im selben Jahr wurden beide EPs zu einem Album zusammengefasst, das unter zwei verschiedenen Namen Hatrix und Revolution veröffentlicht wurde. Dadurch erreichte die Band einen Vertrag mit dem deutschen Label Massacre Records. Die Band nahm die Lieder der EP Collisioncoursewithnoplace neu auf. Das Lied My Asylum wurde ebenfalls neu aufgenommen sowie sechs neue Lieder. Die Lieder wurden auf dem Album Collisioncoursewithnoplace im Jahr 1994 veröffentlicht. Nachdem das Album veröffentlicht worden war, erschien die EP Anotherbadmemory. Auf der EP waren fünf Demoaufnahmen enthalten, die weder auf dem Album noch auf der EP Collisioncoursewithnoplace enthalten waren. Kurz danach trennte sich die Band von Massacre Records. Danach folgten einige Live-Auftritte. Außerdem gründeten einige Lieder die Band Mushroomhead. Im Jahr 1996 nahm die Band das Lied Intimidation auf, das auf der Kompilation Industry Compilation enthalten war, sowie ein weiteres Lied namens Freedom, das auf der Kompilation Mushroomhead Inc. im Jahr 1998 zu hören war. In den nächsten sieben Jahren pausierte das Bandprojekt, bis sie im Jahr 2005 einige weitere Auftritte spielten.

## Stil
Die Band spielt eine aggressive Form des Thrash Metal, wobei der Schwerpunkt auf das Spiel der E-Gitarre gelegt wird, welches wiederum technisch sehr anspruchsvoll ist.

## Diskografie
- My Asylum (EP, 1990, Eigenveröffentlichung)
- Hatrix (Album, 1993, Eigenveröffentlichung)
- Collisioncoursewithnoplace (EP, 1993, Eigenveröffentlichung)
- Revolution (Kompilation, 1993, Eigenveröffentlichung)
- Anotherbadmemory (EP, 1995, Eigenveröffentlichung)
- Collisioncoursewithnoplace (Album, 1995, Massacre Records)